# 長鰭鰤
長鰭鰤（学名：Seriola rivoliana），又名黃尾鰺、油魽，為輻鰭魚綱鱸形目鱸亞目鰺科鰤屬下的其中一個種。

## 分布
本魚分布於各大洋熱帶及亞熱帶水域。

## 深度
水深30至160公尺。

## 特徵
本魚主上頜骨為角形，第二背鰭有若干鰭條延長，體背呈褐色或藍色，腹部銀白色。第一背鰭有硬棘7枚，第二背鰭有軟條26至29枚。臀鰭有硬棘2+1枚、軟條18至21枚。體長可達100公分。

## 生態
本魚幼魚生活於沿岸或外洋小島周圍的淺水域，成魚生活在外洋，為了尋找食物，生活水深可達數十公尺，以小魚及甲殼類為主食。

## 經濟利用
美味的魚，作生魚片、紅燒、煮湯都適宜。